# Верблюдяче молоко

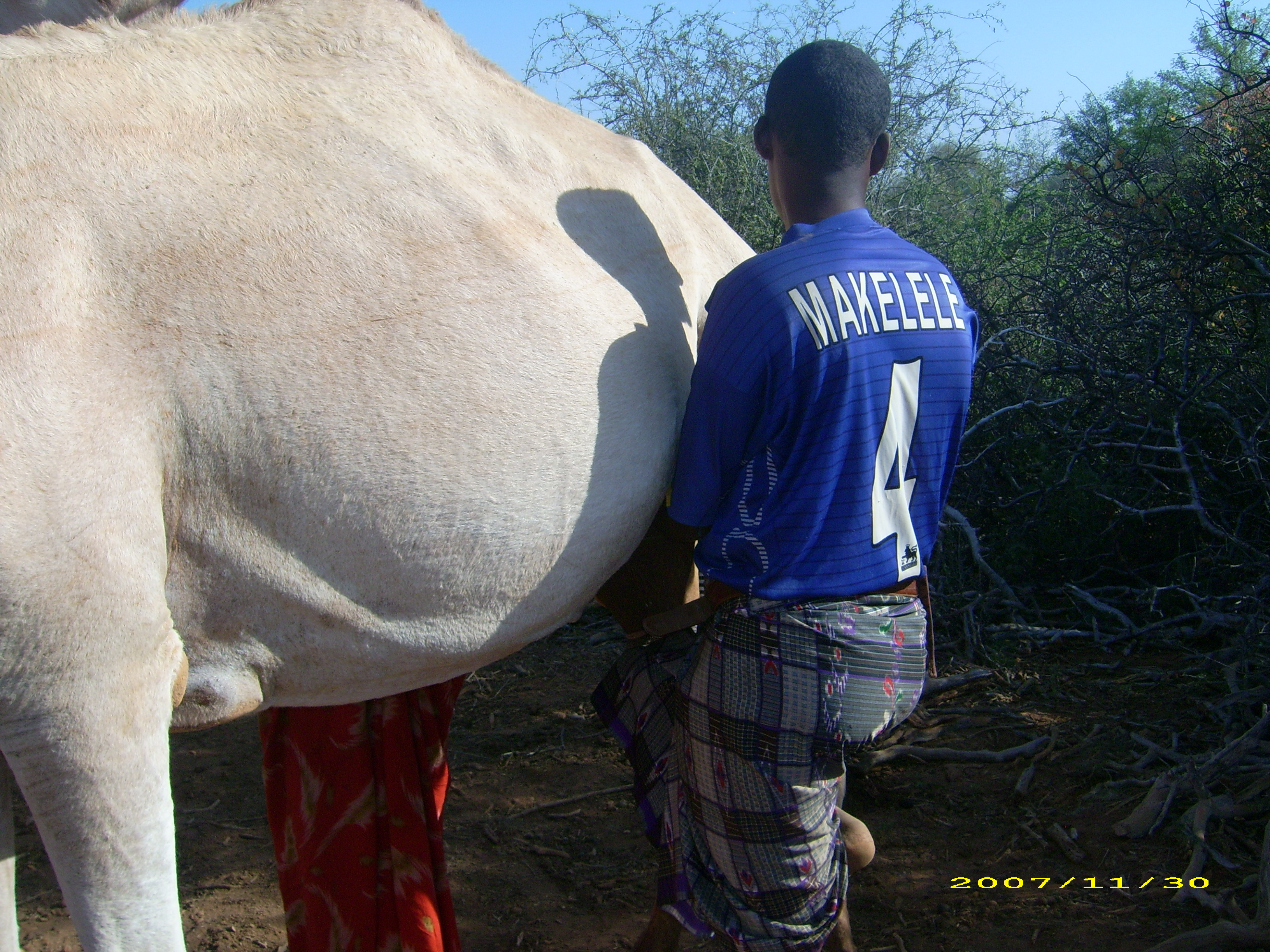
Доїння верблюдиці

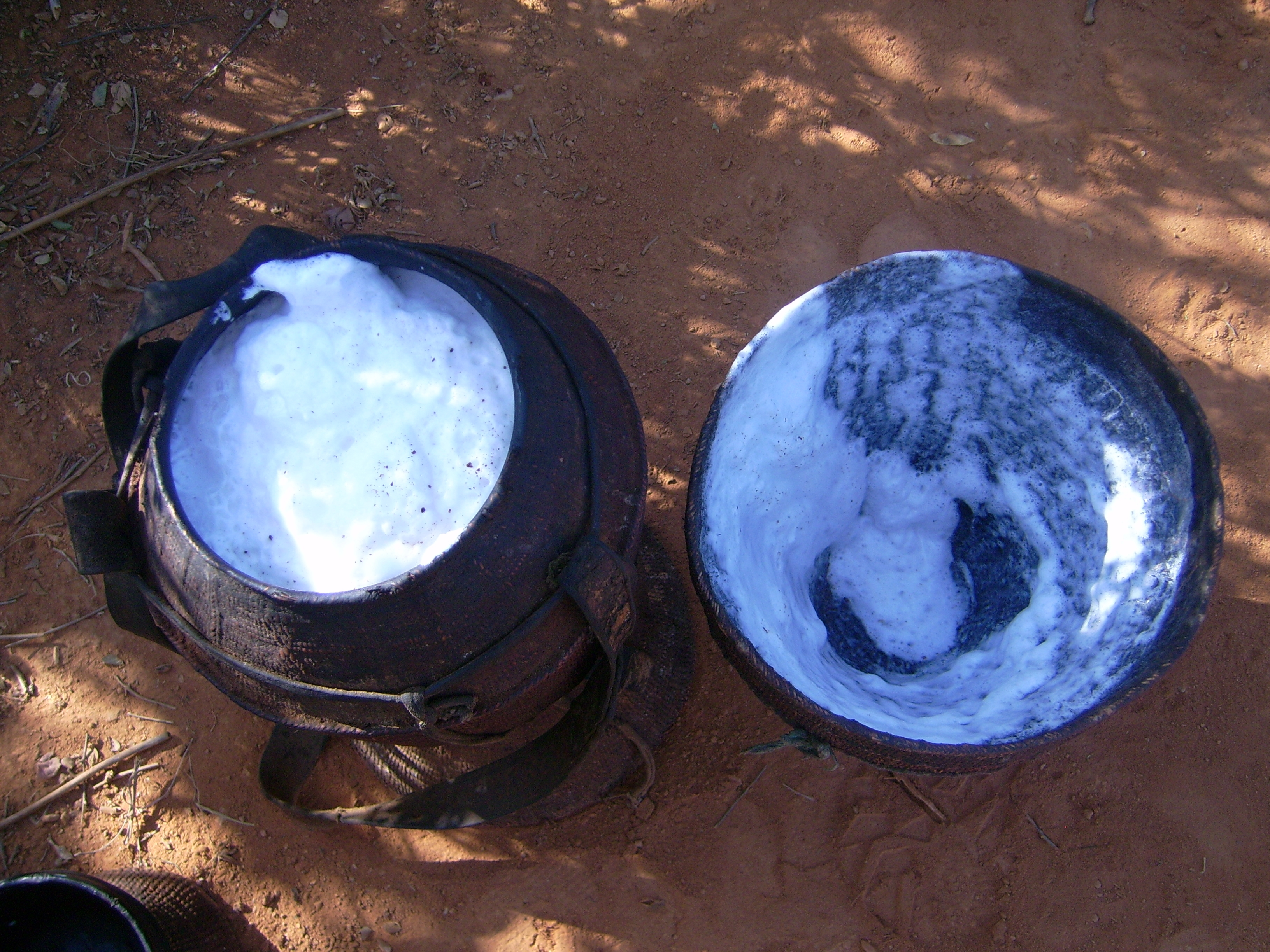
Свіже верблюдяче молоко

Верблюдяче молоко або верблюже молоко — молоко, яке отримують від домашніх верблюдів.
Виробництво та споживання даного продукту найбільше поширене в першу чергу в пустельних та посушливих територіях: зокрема, представники деяких племен, які готують з нього подобу йогурту, можуть більше місяця харчуватися одним цим продуктом.

## Харчова цінність
На кількість отриманого молока та його поживний склад впливають багато факторів, в тому числі кількість і раціон харчування тварини, частота прийому рідини, кліматичні показники, вік, частота доїння, догляд за телятами, метод доїння (ручне або машинне), стан здоров'я верблюдиці та її репродуктивний статус. Верблюди, що розводяться заради молока, часто живуть в складних природних умовах, що ускладнює порівняння з показниками надою між дромадерами і бактріанами, а також між різними популяціями одного і того ж виду. В аналогічних умовах розведення верблдяче молоко за вмістом білка та жиру приблизно аналогічно коров'ячому, але містить втричі більше вітаміну С  і при цьому не містить β-лактоглобуліну. Воно підходить як замінник молока для людей з алергією на коров'яче молоко та, за деякими даними, може бути корисним при атопічному дерматиті. Близько 4 літрів верблюдячого молока задовольняє добову енергетичну потребу людини, а також його потреби в білку . На відміну від корів та кіз верблюди можуть давати молоко навіть у посушливий сезон і в періоди повної посухи, а також можуть прожити до трьох тижнів без води (в залежності від вмісту вологи в кормі). Без води верблюди дають більш розбавлене молоко (91% води в порівнянні з 86% для тварини, що одержує достатню кількість питної води); таке молоко - цінне джерело води для телят (і людей). Зневоднений верблюд дає також пісніше молоко з трохи більше 1% жиру . Верблюди, здатні давати молоко навіть при годуванні неякісними кормами, є надійним варіантом забезпечення продовольчої безпеки в регіонах зі складними природними умовами.

## Економічне значення
Молоко найважливішим харчовим продуктом, одержуваним від верблюда. Після отелення бактріани дають молоко протягом 14-16 місяців, дромадери - 12-20 місяців. Для продовження лактації верблюдів використовуються різні способи, в тому числі підміна у самки забитого теляти іншим, покритим шкірою мертвої тварини. Самка бактріана виробляє 5 літрів на день, а дромадера - в середньому 20 літрів на день . У Східній Африці верблюди дають 3,5-4 літра молока в сухий сезон і до 10 літрів в сезон дощів, що в кілька разів більше, ніж корови (відповідно не більше 0,2 літра і 1 літр); в Кенії верблюди дають вдвічі більше молока, ніж корови, і в дев'ять разів більше, ніж кози, вирощені в тих же умовах . У 2017 році світове виробництво незбираного свіжого верблюдячого молока склало 2,85 мільйона тон, при цьому на Сомалі та Кенію доводилося 64% від загальносвітового виробництва; інші великі виробники цього продукту - Малі та Ефіопія   . У промислових масштабах верблюдяче молоко виробляється в ряді арабських країн Західної Азії та Північної Африки, а також в Індії та Пакистані. Крім того, існує його виробництво в Австралії, звідки цей продукт експортується в країни Південно-Східної Азії, і в США .

## Молочні продукти
Верблюдяче молоко найчастіше використовується в якості сировини для приготування продуктів на кшталт йогуртів; його характерною особливістю є те, що жир, який знаходиться в ньому, має форму дуже маленьких кульок, що ускладнює (але не унеможливлює) його відділення, через що приготувати з нього масло і сир дуже важко й трудомістко. Зокрема, масло можна отримати лише з кислого молока, яке збивають і потім додають освітлюючі засоби. Приготувати з верблюдячго молока сир значно складніше, ніж з молока інших молочних тварин<, оскільки він насилу коагулює.  У 1990-х роках французький вчений Рамі, який працював за грантом ФАО, зміг отримати з верблюдячого молока кислий сир шляхом додавання в нього фосфату кальцію та рослинного сичужного ферменту . Сир, вироблений з нього, має низький вміст холестерину та легко засвоюється навіть людьми з непереносимістю лактози. В результаті співпраці мавританського заводу з виробництва верблюдячого молока Tiviski, ФАО і Рамі був створений сир європейського стилю, який продається під брендом «Caravane». Стверджується, що це єдиний сир з верблюдячого молока в світі.
З верблюдячого молока також готують морозиво. В Середній Азії з ферментованого верблюдячого молока готують напій шубат.